# Atle Pedersen
Atle Pedersen (* 29. Juli 1964 in Larvik) ist ein ehemaliger norwegischer Radrennfahrer und nationaler Meister im Radsport.

## Sportliche Laufbahn
Pedersen war Straßenradsportler und Teilnehmer der Olympischen Sommerspiele 1988 in Seoul. Im olympischen Straßenrennen wurde er beim Sieg von Olaf Ludwig als 13. klassiert.
1984 und 1985 siegte er im Eintagesrennen Tyrifjorden Rundt. 1985 gewann er den nationalen Titel im Straßenrennen. 1986 gelang es ihm, den Titel zu verteidigen. 1982 hatte er bereits die Meisterschaft der Junioren gewonnen. 1986 gewann er mit Jaanus Kuum, Johnny Nilsen und Jørn Skaane den nationalen Titel im Mannschaftszeitfahren. 1987 waren Morten Sæther, Kjetil Kristiansen und Jørn Skaane seine Partner beim erneuten Titelgewinn. In Australien siegte er im Rennen Grafton to Inverell Cycle Classic vor Thomas Dürst. 1988 konnte er eine Etappe der Österreich-Rundfahrt gewinnen (10. der Gesamtwertung) und das Rennen Roserittet für sich entscheiden.
1988 wurde er Berufsfahrer im Radsportteam PDM und blieb bis 1993 als Radprofi aktiv. Sein bedeutendster Erfolg als Radprofi war ein Etappensieg in der Vuelta a España 1990. In der Norwegen-Rundfahrt 1990 wurde er beim Sieg von Olaf Lurvik Vierter. 1989 wurde er Vize-Meister der Profis in Norwegen.
In der Vuelta a España 1990 wurde er 89. der Gesamtwertung., in der Tour de France 1991 war er ausgeschieden. In den Rennen der UCI-Straßen-Weltmeisterschaften wurde er 1990 27., 1991 49. und 1993 53. 1989 war er ausgeschieden.

## Berufliches
Nach seiner aktiven Laufbahn war er Sportlicher Leiter im Motiv3 Pro-Cycling Team.